# دوبروفسکی
دوبروفسکی (به انگلیسی: Dubrovsky، به روسی: Дубровский) نام یک رمان است که توسط الکساندر پوشکین، نویسندهٔ اهل روسیه نوشته شده‌است. این کتاب یکی از آثار مشهور ادبی جهان است.
الکساندر پوشکین نوشتن این داستان را در بیست و یک اکتبر هزارو هشتصد و سی و دو آغاز و آن را در ششم فوریه ی هزارو هشتصد و سی و سه به پایان رسانید.
کتاب دوبروفسکی نخستین بار در هزارو هشتصد و چهل و یک و پس از مرگِ پوشکین منتشر شده است.
ویساریون بلینسکی منتقد ادبی،فیلسوف و زبان شناس شهیر روس ضمن تحسین، این اثر را یکی از بزرگترین آثار نبوغ آمیز پوشکین می داند.
دوبروفسکی سرگذشت شوم و غم انگیز جوانی به نام ولادیمیر دوبروفسکی است که با داشتن روحی اصیل و همتی بلند و فراخ دورِ روزگار او را به کَرد و کارِ دزدان و تبه کاران می کشاند.دوستِ پدرِ ولادیمیر که مردی پول پرست و به شدت خودخواه و متکبر است با حربه ی بیرحمی و استبداد طیِ رویدادهایی به خُدعه و نیرنگ مِلک و مال و جاهِ پدرِ دوبروفسکی را از کف اش بیرون می کشد.ولادیمیر نزد پدر می رود اما به محض رسیدن شاهد مرگِ جانفرسای پدر در آغوشِ خود و از سوی دیگر ناظر بر اِشغال و مصادره ی منزل پدری بوسیله ی گزمگان و مامورانِ نظام می شود.ولادیمیر از شدت کینه به دشمنِ پدر و نظامِ فاسدِ مستقر بر اجتماع،خانه را به آتش می کشد و به قصد اختفا به جنگل پناه می برد و به راهزنی و غارت از اغنیاء و بخشیدنِ آن به فقرا روی می آورد.پس از اُفت و خیزها و طیِ ماجراهایی دلبسته ی ماشا دخترِدشمنِ پدرش می شود اما به دلایلی با زنِ دیگری ازدواج می کند و سرانجام مجبور به ترک کشور می شود.